# Кравкль, Евгений Николаевич
Евгений Николаевич Кравкль (род. 11 августа 1959) — профессиональный актёр, автор и исполнитель песен; участник и лауреат российских фестивалей авторской песни.

## Творческая биография
Евгений Кравкль родился 11 августа 1959 года в городе Зыряновск Восточно-Казахстанской области.
- В 1984 году окончил Алма-Атинский Государственный Театрально-Художественный Институт по специализации актёр театра и кино.
- 1984—1987 годы — артист Драматического театра г. Уральска;
- 1987—1989 годы — артист Алма-Атинского ТЮЗа;
- 1989—1991 годы — худ. руководитель театра-студии при Доме актера Алма-Аты;
- 1992—1993 годы — гл. редактор газеты «Свободное время» в Алма-Ате;
- 1993—1996 годы — сочинение музыки и песен для иркутских театров; написание сценариев телепередач.
- 1996—1998 годы — заведующий музыкальной частью Иркутского ТЮЗа,
- Первые литературные публикации появились в 1974 году в зыряновской газете «Заря Востока».
- Член Союза театральных деятелей России.
- Сотрудничество — Александр Портнов, Анатолий Тепляков, Родион Кравкль
- Живёт в Иркутской области в поселке Листвянка, где с 2001 года содержит «Театр авторской песни на Байкале» (ул. Островского, 45).

## Творчество

### Театральное творчество

#### 1984-87гг в Областном драмтеатре имени Островского (г. Уральск)
- «Аленький цветочек» (отдельные номера и песня)
- «Воспоминание» (музыкальные номера)
- «Кин» (песня и отдельные номера)
- «Так громче музыка!» (песни)
- «Летним вечером после войны» (песня)

#### 1987-88 гг. в Алма-Атинском республиканском ТЮЗе
- «Три часа на сочинение» (песни — совместно с Александром Портновым)

#### 1989 г. в Республиканском театре русской драмы (г. Кызыл)
- «Одиссея капитана Блада» (музыка, песни)

#### 1989-91 гг. в Театре-студии «Чёрный квадрат» (Алма-Ата)
- «Постоянство веселья и грязи» (муз.оформление)
- «Ученик Мюнхгаузена» (музыка, песни)
- «Сказки-потешки» (музыка, песни)
- «Живые дожди Парижа» (музыка, песни)

#### 1994 г. в Областном театре кукол «Аистёнок» (г. Иркутск)
- «Гостиница для путешествующих в прекрасное» (музыка, песни)

#### 1995-98 г. в Областном ТЮЗе имени Вампилова (г. Иркутск)
- «Плуфт, или маленький призрак» (музыка, песни)
- «Кот в сапогах» (музыка, песни)
- «Пеппи Длинный Чулок» (музыка, песни)
- «Принцесса Кру» (муз.оформление)
- «Маленький принц» (музыка, песни)
- «По зелёным холмам океана» (музыка, песни)
- «Старший сын» (музыка)
- «А зори здесь тихие» (музыка)

#### 1998—2000 гг. в Областном академическом драмтеатре имени Охлопкова (г. Иркутск)
- «Шансон-приют „Разбитая пластинка“» (сценарий, муз.оформление)
- «Приключения Чипполино и его друзей» (музыка, песни)
- «Дальше — тишина» (муз.оформление)
- «Венок Пушкину!» (муз.оформление)

### «Театр авторской песни на Байкале»

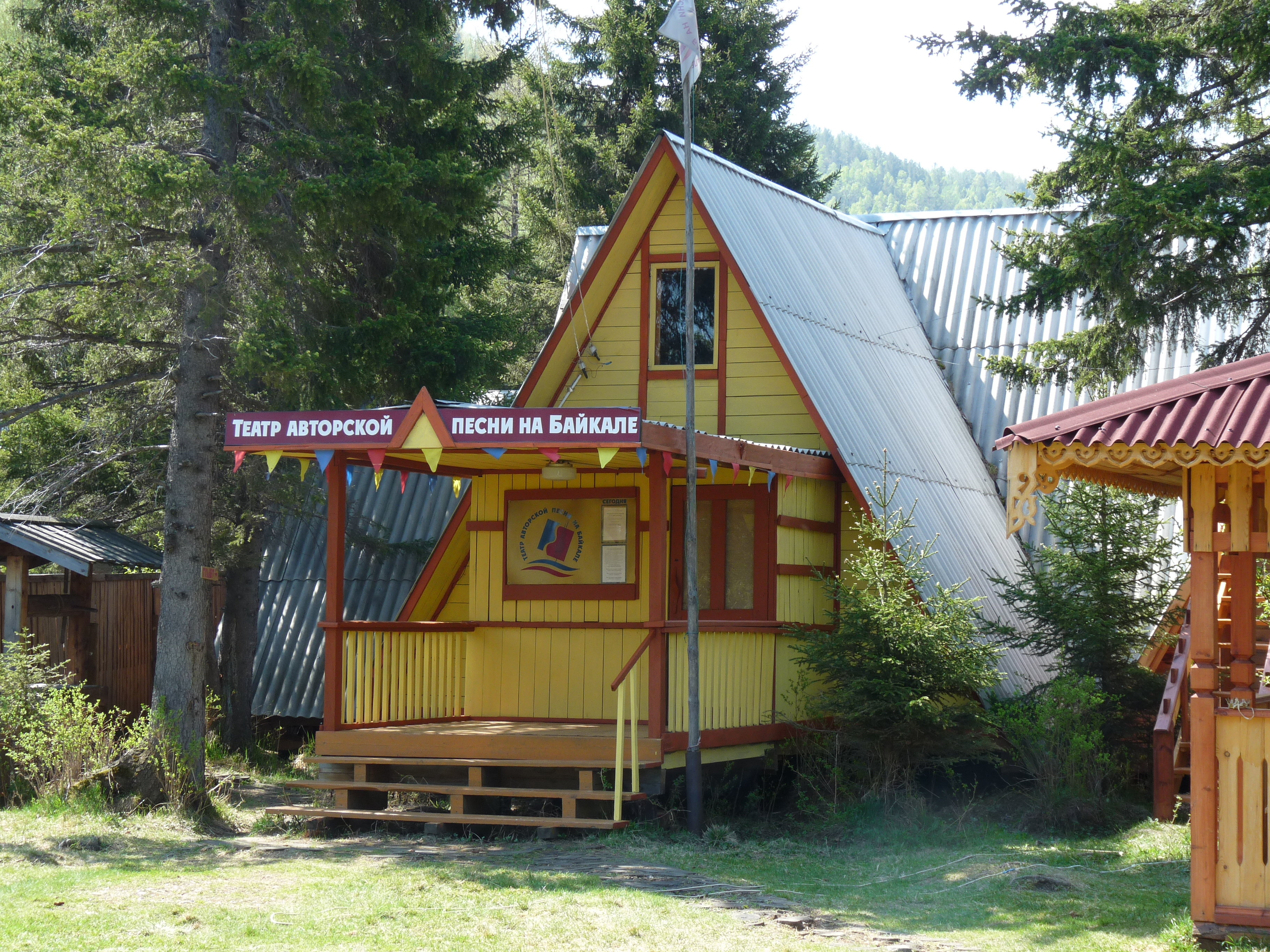
Театр авторской песни на Байкале

Находится на берегу речки Крестовки, примерно в километре от места её впадения в озеро Байкал, в двух километрах от истока Ангары.
В живописном уголке на окраине посёлка Листвянка, Евгений Кравкль в середине 90-х приобрёл небольшой, в несколько соток, клочок сибирской земли. Почти сразу была построена бревенчатая избушка и маленький дощатый помост. В летнее время на поляне перед этой «сценой», у гостеприимного костра собирались иркутские друзья Евгения и туристы — гости Байкала. Общались, слушали песни, стихи. Частая непогода и короткое лето заставили «хозяина бани и огорода» думать о строительство более приспособленного помещения. Ранней весной 2000 г. среди ёлок, росших на участке, был вбит первый разметочный колышек, а 23 июня 2001 г. состоялось открытие небольшого уютного зала со сценой. Это стало возможным благодаря бескорыстной помощи друзей Евгения, любителей и знатоков жанра авторской песни. В первые два года театр именовался «Шансон-приютом», в честь одноимённого спектакля поставленного Кравклем на сцене иркутской драмы. Очень скоро стало ясно, что французское словечко «шансон» в России прочно закрепилось как определение «других музыкальных волн и направлений». «Театр авторской песни на Байкале» стал не только сценой, но и местом встреч с мэтрами жанра. Знаменитые поэты и композиторы: Александр Городницкий, Сергей Никитины, Тимур Шаов, Виктор Третьяков и многие другие в разное время почтили театр своим визитом. Евгений Кравкль проводит большую работу по продвижению авторской песни в сферу молодёжных увлечений. В его театр на концерт приезжают целые классы из школ Иркутска и отдалённых районов области. В летнее время приходят туристы — гости Сибири и Байкала.
В настоящее время расписание работы театра произвольно и зависит от появления организованных зрительских групп и возможностей Евгения. В июне 2011 года в Листвянке, в небольшом фестивале авторской песни, посвящённом десятилетию театра, приняли участие исполнители из малых городов Сибири. Почти в полном составе приезжал Усть-Илимский клуб «Логос». В честь юбилея была издана книга «Ветер Стих». Это проза, стихи и песни, написанные Евгением Кравклем в разные годы. Книга мгновенно стала библиографической редкостью и в 2013 году опубликовано второе дополненное издание.

### Литературное творчество
- Листвянка — ворота Байкала. Историко-географический очерк и путеводитель по посёлку и его окрестностям — Листвянка Ирк. обл.: Авторский театр песни на Байкале, 2006.- 38 с., илл.
- «…Воля, дорога, Байкал». Стихи. — Листвянка Ирк. обл.: Авторский театр песни на Байкале, 2006.- 80 с., илл.
- Ветер Стих. Опыт иронической мемуаристики в двух частях с приложением. — Иркутск, «Репроцентр А1», 2011. — 388 с. илл.
- Ветер Стих. Роман-концерт авторской песни, или опыт иронической мемуаристики в двух частях. [Изд. второе, испр. и доп.] — Иркутск: «Репроцентр А1», 2013. — 456 с.: ил. — ISBN 978-5-91344-480-6

### Сборники и диски[3]
- Сборник «Восточный ветер» — 1999
- «Пьяный корабль»: литературно-музыкальная композиция на стихи Артюра Рембо / Чтец Евгений Кравкль, композитор и исполнитель музыки Анатолий Тепляков —- Москва, Студия звукозаписи «Богема Мьюзик», CD, 2000.
- «Живые дожди Парижа»: шансон-сюита на стихи классиков французской поэзии. / Поёт автор музыкальных тем Евгений Кравкль; аранжировки, синтезатор — Александр Портнов. — 2000.
- «Там, где чистая вода» (авторские песни): этюды на фоне концерта (видеоклипы Сергея Мартынова по мотивам песен). — 2001
- «Песни для умных женщин и трезвых мужчин» (авторские песни). — 2002
- «Город Листвянка» (авторские песни). — 2002
- «Застолье по-русски»: русские народные песни, исполненные в дуэте с Родионом Кравклем. — 2004
- «Это про любовь» песни в эстрадном стиле, написаны совместно с Александром Портновым. — 2004
- «Концерт в лохотронном зале» (авторские песни). — 2010
- «Приветъ съ береговъ грознаго Байкала» (авторские песни). — 2010
- «Автор с тапёром»: авторские песни, записанные с участием тапёра — Александра Портнова. / 1-й диск-приложение к книге «Ветер Стих». — 2011
- «Автор с гитарой»: авторские песни под гитару. / 2-й диск-приложение к книге «Ветер Стих». — 2011
- «Беспризорные песни» (авторский альбом): слова, музыка, исполнение — Евгений Кравкль; запись, сведение, мастеринг — Родион Кравкль. Диск записан в «Театре авторской песни на Байкале». — 2014
- «Сибирское танго» (авторский альбом): слова, музыка, исполнение — Евгений Кравкль; аранжировки, звукозапись, сведение — Родион Кравкль. В записи отдельных партий участвовал Александр Портнов. Диск записан в «Театре авторской песни на Байкале». — 2014

### Видеоклипы по авторским песням Евгения Кравкля[4]
- Белый асфальт
- Старатель
- Ехал Чехов
- XX век
- Звёздные птицы
- Братья
- Плач по нерпе
- Паром
- Кораблик
- Тост
- Западная сторона

## Галерея

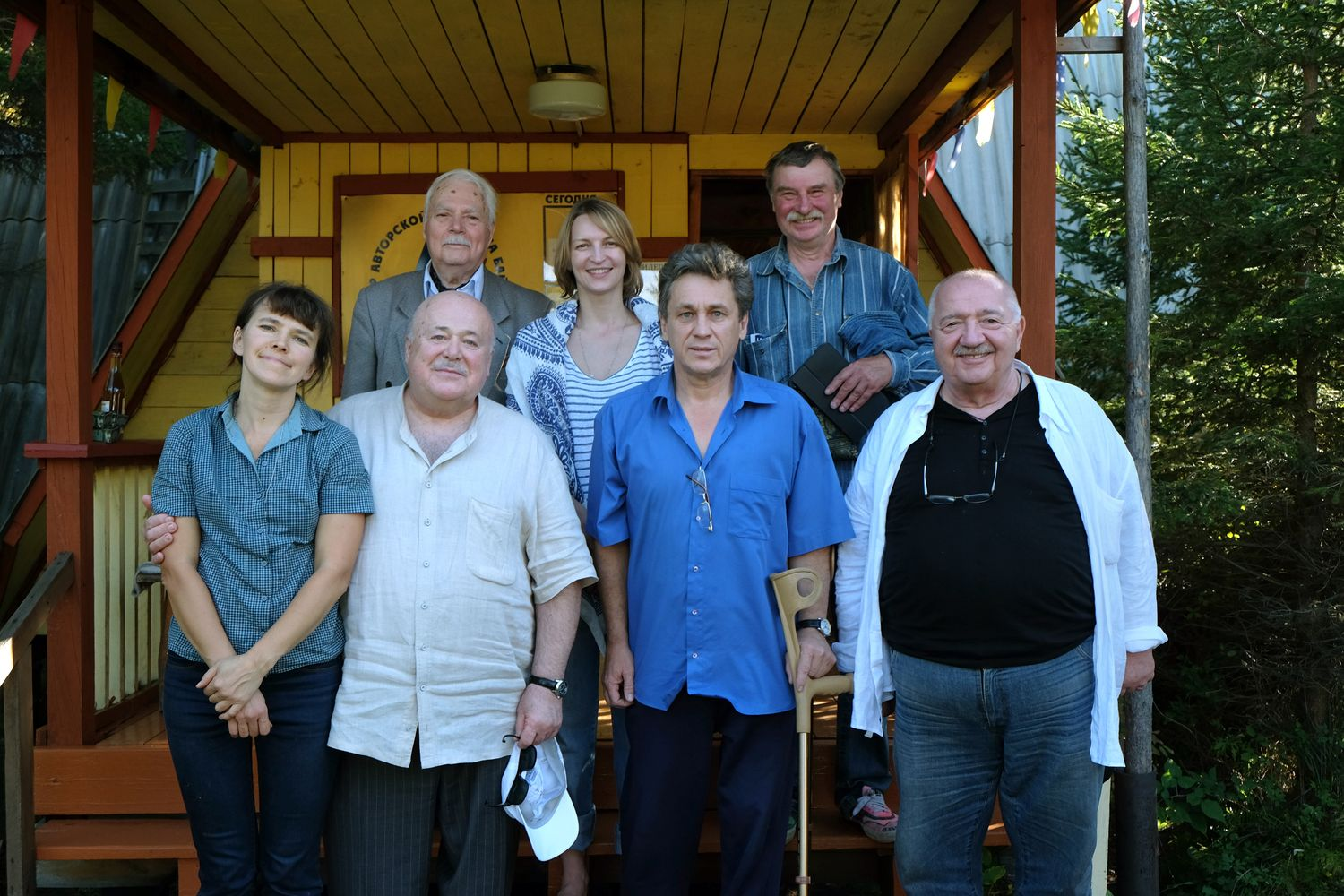
13.09.2015 г. Александр Калягин, Роберт Стуруа вместе с несколькими артистами в Театре авторской песни Евгения Кравкля
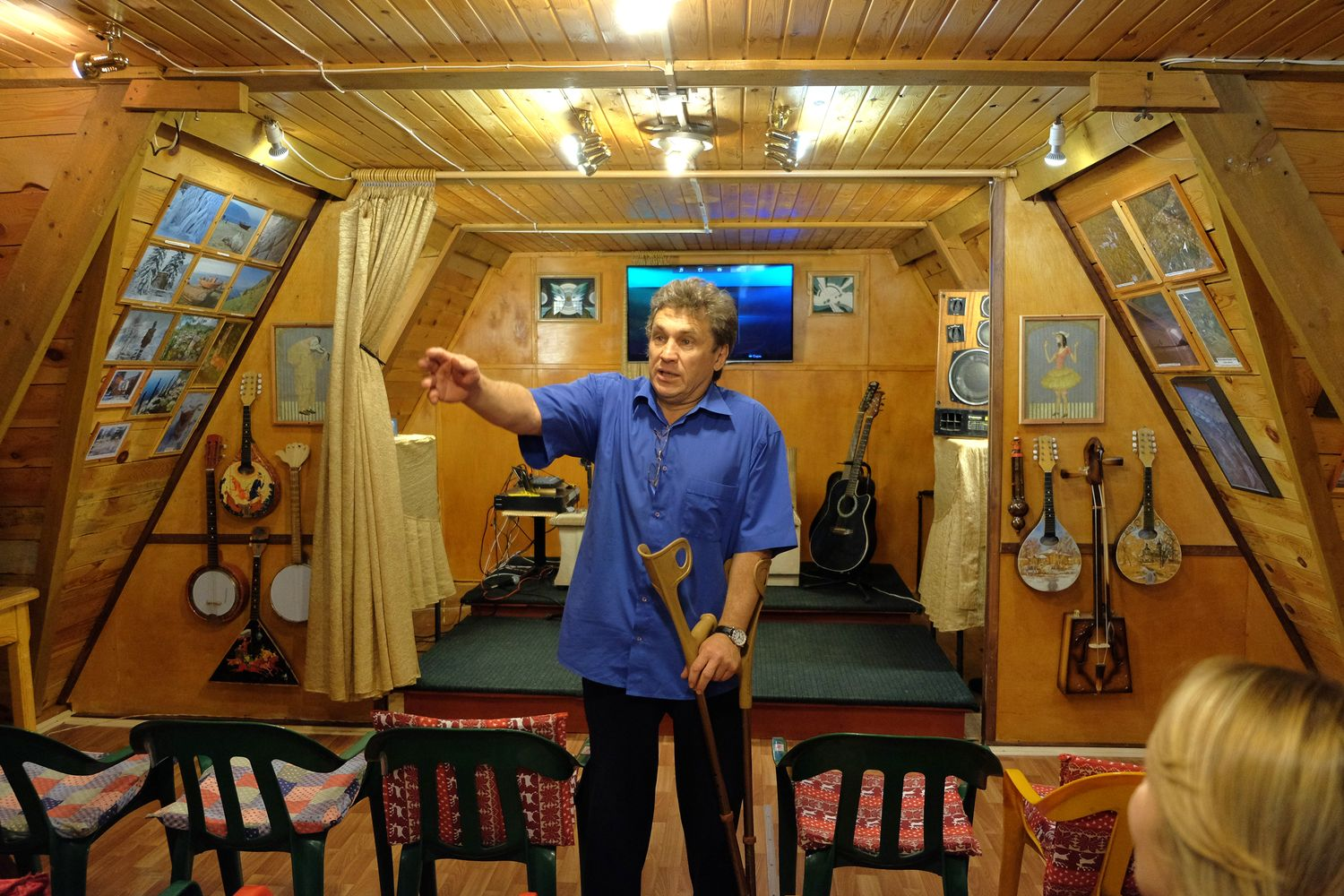
13.09.2015 г.
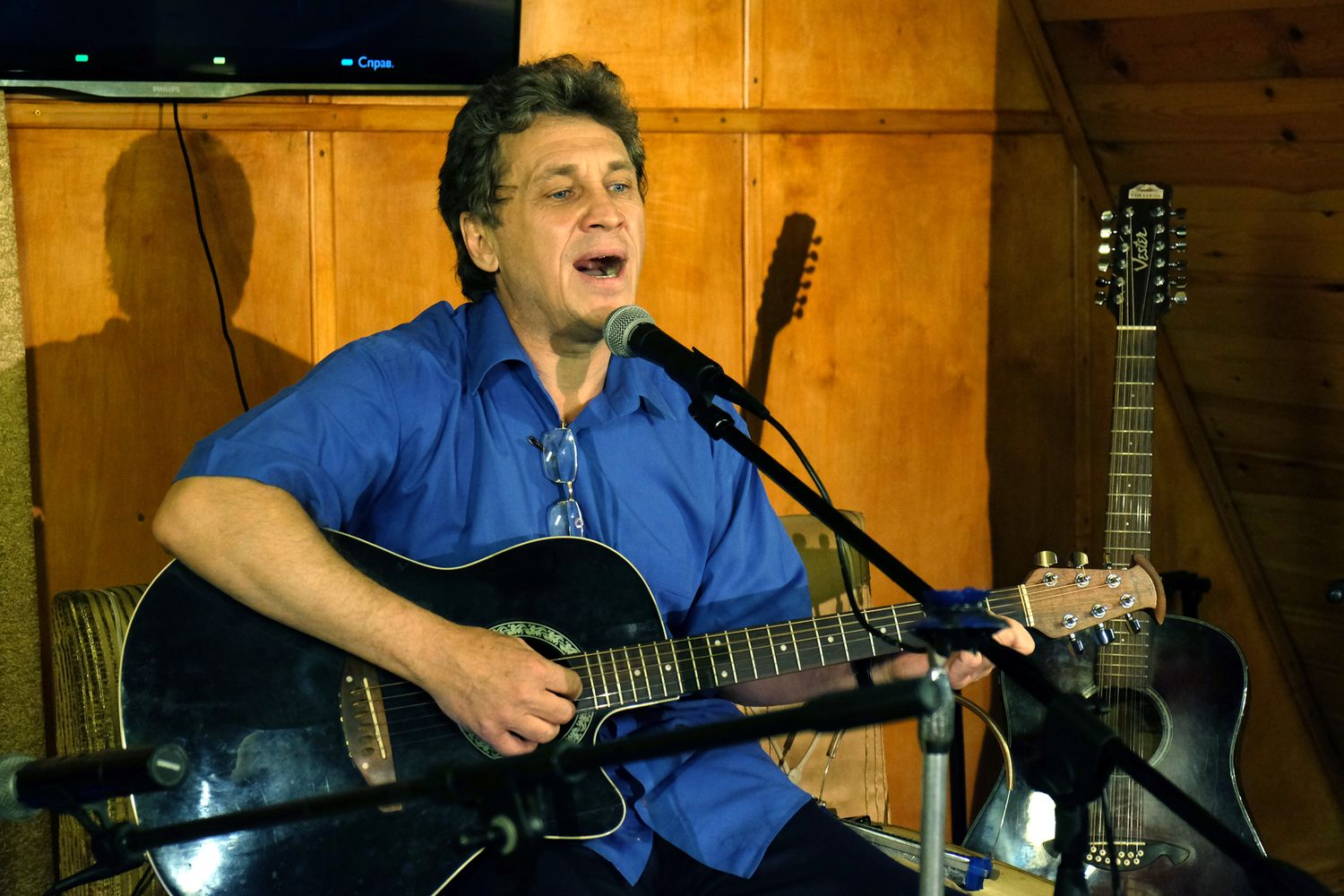
13.09.2015 г.
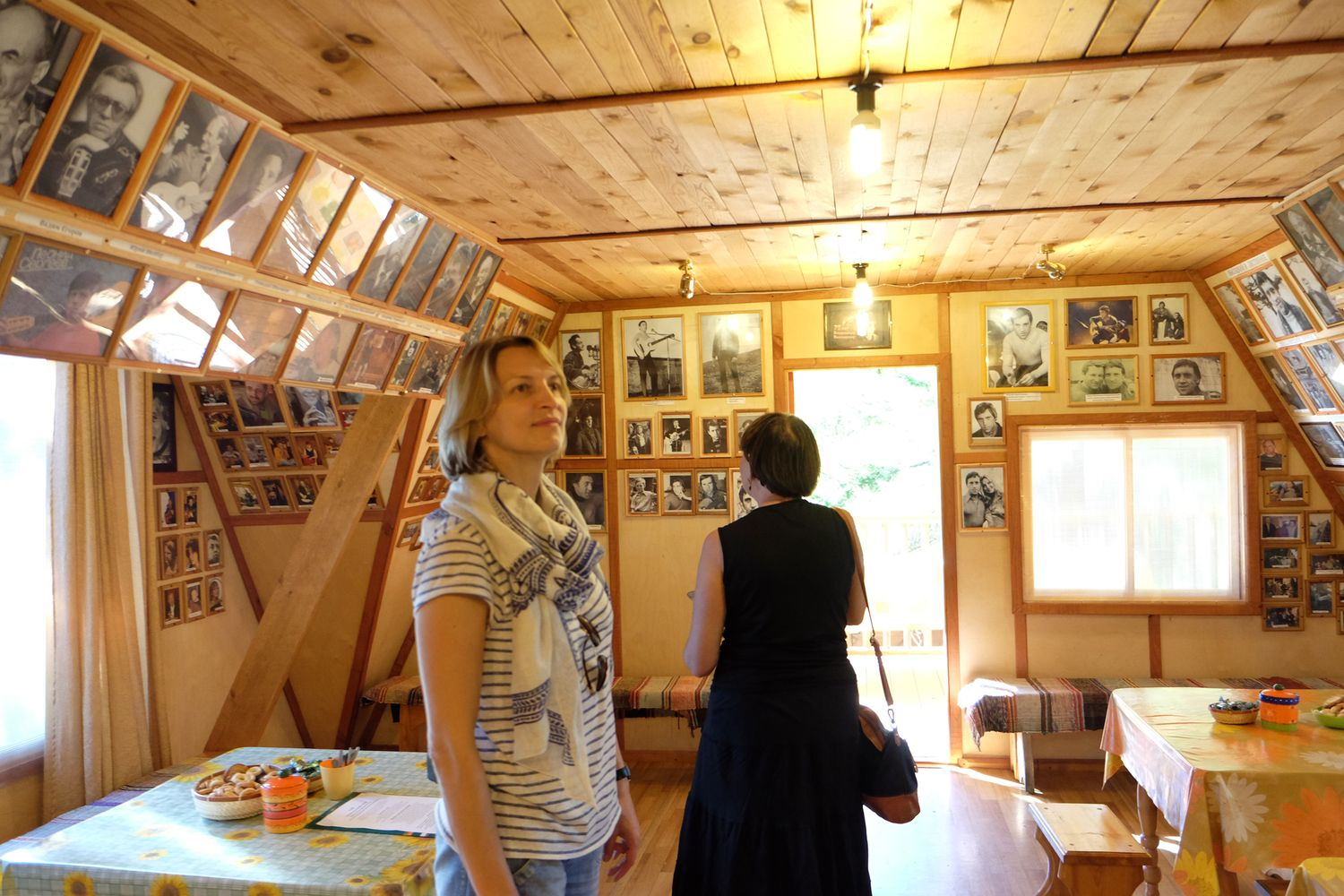
13.09.2015 г.
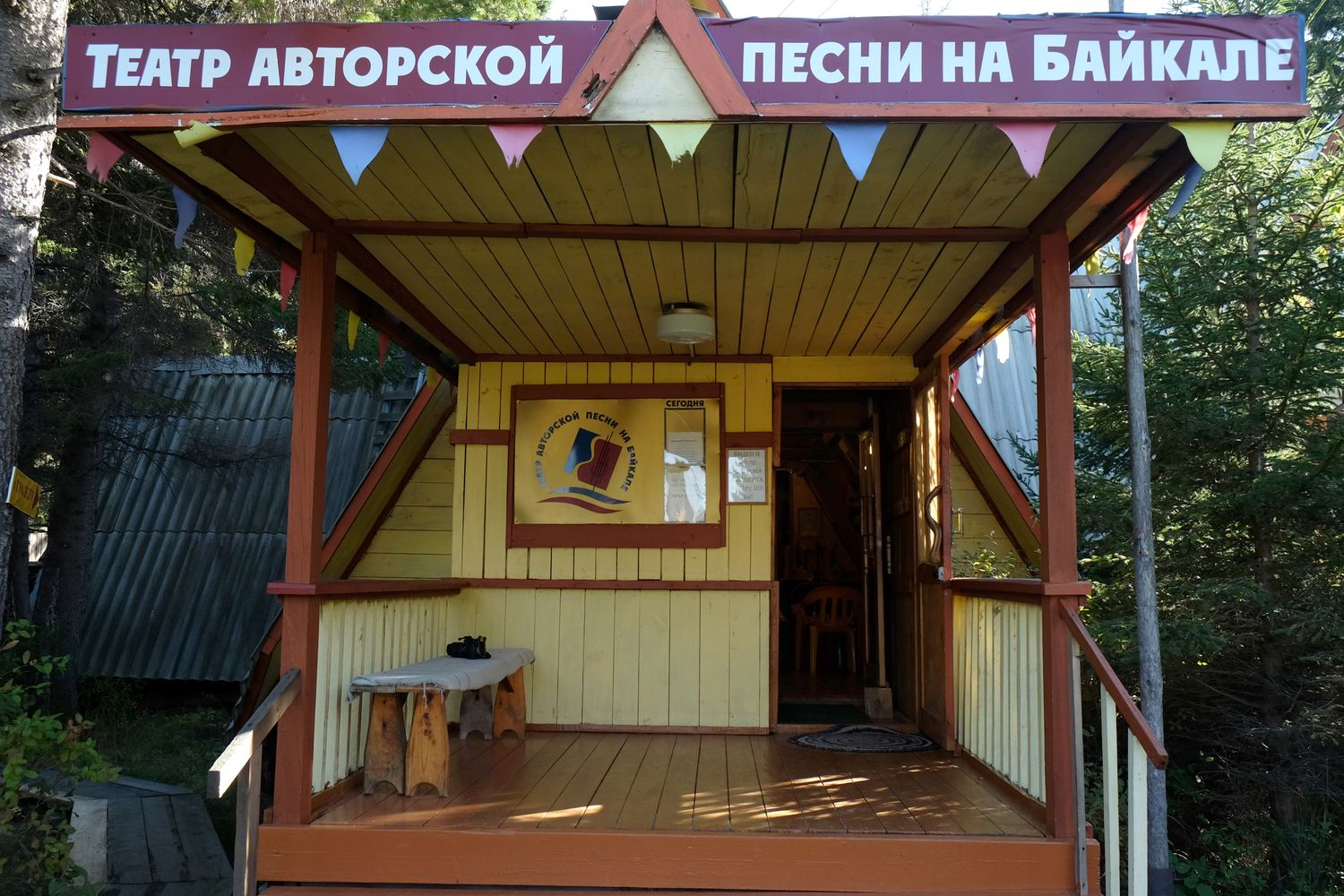
13.09.2015 г.